# Yūto Satō
Yūto Satō (佐藤 勇人?, Satō Yūto; Kasukabe, 12 marzo 1982) è un ex calciatore giapponese, di ruolo centrocampista.

## Biografia
Suo fratello gemello Hisato era anch'egli un calciatore.